# Wanted (film)
Wanted je americko-německý film natočený na motivy stejnojmenného komiksu Marka Millara a J. G. Jonese z let 2003-2004 (v Česku vydalo nakladatelství Crew v roce 2008).
Film režíroval Timur Bekmambetov, v hlavní roli si zahrál James McAvoy. Ve vedlejších rolích účinkovali například Angelina Jolie či Morgan Freeman. Film měl premiéru v Londýně 12. června 2008. Česká premiéra se konala již dva týdny poté, 26. června 2008. Některé scény filmu byly natočeny v Česku.

## Děj
Wesley Gibson (James McAvoy) je obyčejný úředník, který pracuje v kanceláři, naváží se do něj arogantní šéfová (Lorna Scott), bere prášky proti úzkosti a žije s přítelkyní Cathy (Kristen Hager), která ho podvádí s jeho nejlepším kamarádem Barrym (Chris Pratt). Jednou večer ho zkontaktuje tajemná žena s přezdívkou Fox, která mu sdělí, že jeho otec byl profesionální zabiják, který byl nedávno zavražděn, a že vrah jde i po Wesleym. Zmíněný vrah, Cross (Thomas Kretschmann), se vzápětí objeví a mezi ním a Fox dojde k přestřelce následované automobilovou honičkou ulicemi Chicaga. Fox následně odveze Wesleyho na ústředí Bratrstva, tisíc let staré tajné organizace zabijáků. Vůdce Bratrstva, Sloan (Morgan Freeman), Weslymu objasní, že jeho návaly úzkosti jsou projevem vzácných nadpřirozených schopností; ve stresu či v nebezpečí prudce zvýšená srdeční frekvence a vysoké množství adrenalinu v krvi dodají Wesleymu nadlidskou sílu, rychlost a reflexy. Což demonstruje u sebe, když ustřelí mouše křídla. Bratrstvo může Weslyho naučit jeho schopnosti kontrolovat, takže Wesley by se mohl stát nástupcem svého otce jako elitní zabiják Bratrstva. Zároveň Wesley zdědí po otci majetek. Wesley nejdříve odmítne a vrátí se do práce, ovšem postoj změní poté, co mu na účet přibude několik miliónů dolarů. Pohádá se s šéfovou před celou kanceláří a na odchodu praští Barryho klávesnicí po hlavě. Před kanceláří už na něj čeká Fox, která ho zaveze zpátky na ústředí Bratrstva.
Wesley podstupuje brutální trénink, kde se učí různým druhům boje, mimo jiné také, jak silou vůle zakřivit dráhu kulky do oblouku. Wesleymu je také ukázán mysteriózní Stav Osudu, který odhaluje jména cílů v podobě binárního kódu skrytého v nepravidelnostech utkané látky. Osoby, které Stav identifikuje, v budoucnu způsobí tragédii. Ovšem pouze Sloan je schopen dešifrovat kód a určit jména těch, jejichž smrt si Osud žádá. Wesley má zpočátku výhrady k zabíjení lidí. Fox mu ale vypráví o její minulosti, kdy nájemný vrah upálil jejího otce zaživa před jejíma očima. Zmíněný vrah měl být krátce před tím zabit Bratrstvem, ovšem pověřený zabiják ve svém poslání selhal. Fox nyní považuje předcházení podobným tragédiím za svůj životní cíl.
Po několika běžných misích a náhodném setkání s Crossem, které Wesley odnese kulkou v ruce, Sloan souhlasí, aby Wesley pomstil otce a vydal se za Crossem. Tajně však pověří Fox, aby následně zabila Wesleyho, neboť na Stavu se objevilo i jeho jméno. Analýzou kulky, která zasáhla Wesleyho, se zjistí, že jejím výrobcem je jistý Pekwarsky (Terence Stamp), specialista žijící na východní Moravě, kde Bratrstvo kdysi vzniklo. Wesley a Fox vyhledají Pekwarskyho a ten jim zprostředkuje setkání s Crossem. Wesley se s Crossem setká sám v jedoucím vlaku. Fox ukradne auto a vjede s ním pod vlak, čímž způsobí vykolejení. Poté, co Cross zachrání Wesleyho před smrtelným pádem do rokle, ten jej smrtelně postřelí. Cross před smrtí Wesleymu odhalí, že je jeho pravý otec. Fox to potvrdí a objasní, že Sloan jej rekrutoval proto, že byl jediný, koho by Cross nikdy nezabil. Pak Fox odhalí svou tajnou misi a chystá se Wesleyho zabít. Wesley ale rozstřelí skleněnou tabuli pod sebou a padá do řeky dole.
Wesleyho vyzvedne Pekwarsky, který jej vezme do otcova bytu, umístěného naproti Wesleyho starému bytu. Vysvětlí Wesleymu, že Sloan si začal jména cílů vymýšlet (a přijímat zakázky na vraždy) poté, co zjistil, že jedno z jmen na Stavu je jeho. Z Bratrstva se tak stali obyčejní nájemní vrazi. Cross zjistil pravdu, z Bratrstva dezertoval a začal zabíjet jeho členy, aby je udržel dál od svého syna. Pekwarsky pak odchází, přičemž poznamená, že otec si pro Wesleyho přál obyčejný život bez násilí. Wesley se ale rozhodne otce pomstít, když objeví tajnou místnost, kde jeho otec schovával veškeré své zbraně a mapy.
Rozzuřený Wesley přepadne centrálu Bratrstva v opuštěné textilce, přičemž zabije všechny členy Bratrstva, kteří se mu připletou do cesty. Při vstupu do Sloanovy úřadovny zjistí, že Sloan zrovna vysvětluje svůj podvod přítomným mistrům zabijákům. Odhalí jim, že na Stavu se objevila jména téměř všech přítomných a že se rozhodl jednat, aby je ochránil. Pokud by se drželi Kódu, všichni by měli na místě spáchat sebevraždu. Fox, která věří Kódu více než kdokoli jiný, se obrátí proti svým kolegům a vystřelí kulku, kterou zatočí tak, že zabije každého člena Bratrstva v místnosti včetně jí (s výjimkou Sloana). Svou zbraň přitom hodí po Wesleym, aby ho rozptýlila a ten ji tak nemohl zachránit. Následně vypukne požár, při kterém je Stav zničen a Sloan uprchne.
Muž sedí u počítače podobně jako Wesley na začátku filmu. Objeví se Sloan a přiloží mu pistoli k hlavě. Muž se otočí a je jasné, že jde jen o návnadu. Sloan je vzápětí zabit kulkou, kterou vystřelil Wesley na extrémní vzdálenost. Film končí stejně jako komiks, Wesley vstane a konstatuje splnění mise. Pak „zboří čtvrtou stěnu“ a ptá se (diváků filmu): „Co jste sakra doteď dělali?“

## Obsazení
| James McAvoy          | Wesley Gibson |
| Morgan Freeman        | Sloan, vůdce Bratrstva a bývalý partner Wesleyho otce |
| Angelina Jolie        | Fox, členka Bratrstva a Wesleyho mentorka |
| Thomas Kretschmann    | Cross, zabiják, bývalý člen Bratrstva |
| Common                | "Puškař", odborník na zbraně |
| Konstantin Chabenskij | "Exterminátor", odborník na výbušniny, jeden z mála Wesleyho přátel v Bratrstvu                                                                                                  |
| Marc Warren           | "Opravář", odborník na boj beze zbraní; rád vytlouká z lidí duši |
| Dato Bachtadze        | "Řezník", odborník na boj s nožem, se kterým dokonce dokáže odrazit kulku |
| Terence Stamp         | Pekwarsky, vědec a technik; operuje jako samostatný agent mimo Bratrstvo; vyrábí nevystopovatelné kulky schopné zásahu na extrémně velké vzdálenosti; udržuje kontakty s Crossem |
| David O'Hara          | Pan X, nejschopnější zabiják Bratrstva a Wesleyho údajný otec |
| Chris Pratt           | Wesleyho kolega z práce a zároveň nejlepší přítel, který ovšem za jeho zády udržuje poměr s Wesleyho přítelkyní Cathy                                                            |
| Kristen Hager         | Cathy, Wesleyho nevěrná a hašteřivá přítelkyně |
| Lorna Scott           | Wesleyho arogantní šéfová |

## Přijetí
Film měl většinou příznivé kritiky, například Lisa Schwarzbaumová z Entertainment Weekly napsala: "Wanted je film nesrozumitelný a hloupý. Také násilný. Přesto však docela zábavný..." Claudia Puigová z USA Today poznamenala: "Vzrušující kousky a strhující akční sekvence jsou hlavními hvězdami tohoto překvapivě zábavného filmu."
Komerčně byl film velmi úspěšný, vydělal téměř pětinásobek svého rozpočtu (75 miliónů dolarů) – celosvětové tržby činily 341,4 miliónu dolarů.
Film získal dvě nominace na Cenu Akademie (Oscara) v kategoriích nejlepší zvuk (spolunominován byl i český zvukař Petr Forejt) a nejlepší zvukové efekty, ani jednu nominaci však neproměnil.

## Natáčení v Česku
Část filmu byla natočena v Česku. Natáčelo se zde na různých lokacích celkem 12 týdnů. Ve filmu můžeme vidět scény natočené např. na hradě Křivoklát, na nákladovém nádraží Žižkov, či v bývalém cukrovaru ve Vinoři. Na filmu spolupracovali i čeští filmaři, zvukař Petr Forejt byl dokonce nominován na Cenu Akademie (Oscara) v kategorii Nejlepší zvuk.

## Sequel
Ještě před premiérou filmu autor komiksové předlohy Mark Millar oznámil, že režisér Timur Bekmambetov plánuje pokračování, i když Millar popřel, že by psal pokračování komiksu. Místo toho pracoval s producenty na novém příběhu. V červnu 2009 Bekmambetov oznámil, že předprodukce Wanted 2 oficiálně začala, natáčení pak mělo začít v zimě. Film s předpokládaným rozpočtem 150 miliónů dolarů se měl natáčet ve Spojených státech, Indii a Rusku. Také se v něm měly objevit některé postavy, které v původním filmu zemřely, konkrétně Fox a Exterminátor. V únoru 2010 Angelina Jolie (která měla opět ztvárnit Fox) oznámila, že se z projektu stahuje. Dokonce proběhly tiskem zvěsti, že Universal Pictures dávají celý projekt k ledu, ovšem zástupci společnosti to popřeli. Millar řekl, že role Fox bude ze scénáře vypuštěna, a natáčení může začít koncem roku 2010 s tím, že premiéra filmu by byla koncem roku 2011. Následně se ovšem dlouho nic nedělo, až v září 2011 bylo zadáno zpracování scénáře dvojici scenáristů z původního filmu. Michael Brandt a Derek Haas prohlásili, že Wanted 2 naváže na události původního filmu a zachytí Wesleyho o několik let později. Zároveň potvrdili, že Fox (Angelina Jolie) se v novém filmu definitivně neobjeví.